# Primi ministri del Tagikistan
I Primi ministri del Tagikistan (Сарвазири Ҷумҳурии Тоҷикистон) si sono avvicendati dal 1991.

## Lista
| Primo ministro | Primo ministro      | Primo ministro         | Partito                                     | Mandato           | Mandato           | Capi dello stato |
| Primo ministro | Primo ministro      | Primo ministro         | Partito                                     | Inizio            | Fine              | Capi dello stato |
| -------------- | ------------------- | ---------------------- | ------------------------------------------- | ----------------- | ----------------- | ---------------- |
| 1              |                     | Izzatullo Hajoev       | Partito Comunista del Tagikistan            | 25 giugno 1991    | 9 gennaio 1992    | Qahhor Mahkamov  |
| 1              | Qadriddin Aslonov   | Izzatullo Hajoev       | Partito Comunista del Tagikistan            | 25 giugno 1991    | 9 gennaio 1992    |                  |
| 1              | Rahmon Nabiev       | Izzatullo Hajoev       | Partito Comunista del Tagikistan            | 25 giugno 1991    | 9 gennaio 1992    |                  |
| 1              | Akbarşoh Iskandarov | Izzatullo Hajoev       | Partito Comunista del Tagikistan            | 25 giugno 1991    | 9 gennaio 1992    |                  |
| 1              | Rahmon Nabiev       | Izzatullo Hajoev       | Partito Comunista del Tagikistan            | 25 giugno 1991    | 9 gennaio 1992    |                  |
| 2              |                     | Akbar Mirzoev          | Indipendente                                | 9 gennaio 1992    | 21 settembre 1992 |                  |
| 2              | Akbarşoh Iskandarov | Akbar Mirzoev          | Indipendente                                | 9 gennaio 1992    | 21 settembre 1992 |                  |
| 3              |                     | Abdumalik Abdulloçonov | Partito dell'Unità del Popolo               | 21 settembre 1992 | 18 dicembre 1993  |                  |
| 3              | Emomalī Rahmonov    | Abdumalik Abdulloçonov | Partito dell'Unità del Popolo               | 21 settembre 1992 | 18 dicembre 1993  |                  |
| 4              |                     | Abduçalil Samadov      | Indipendente                                | 18 dicembre 1993  | 2 dicembre 1994   |                  |
| 5              |                     | Çamşed Karimov         | Indipendente                                | 2 dicembre 1994   | 8 febbraio 1996   |                  |
| 6              |                     | Jahjo Azimov           | Indipendente                                | 8 febbraio 1996   | 20 dicembre 1999  |                  |
| 7              |                     | Oqil Oqilov            | Partito Democratico Popolare del Tagikistan | 20 dicembre 1999  | 23 novembre 2013  |                  |
| 8              |                     | Qohir Rasulzoda        | Partito Democratico Popolare del Tagikistan | 23 novembre 2013  | in carica         |                  |